# Zastavna
Zastavna (ukrajinsky Заставна, rumunsky Zastavna, polsky Zastawna) je město v Černovické oblasti na Ukrajině. Žije zde přibližně 7 800 obyvatel.

## Poloha
Zastavna leží v severní části oblasti přibližně pětadvacet kilometrů severozápadně od Černovic, správního střediska oblasti. Po administrativně-teritoriální reformě v červenci 2020 patří do nově vzniklého Černovického rajónu, do té doby byla centrem Zastavenského rajónu.

## Dějiny
První zmínka o Zastavně je z roku 1589, kdy patřila do Moldavského knížectví. Od roku 1774 do roku 1918 byla součástí Habsburského impéria, od roku 1849 jako součást Bukoviny.
Po první světové válce se město stalo součástí Rumunska. Na počátku druhé světové války je anektoval v rámci okupace Severní Bukoviny a Besarábie Sovětský svaz, pak jej v letech 1941–1944 znovu drželo Rumunsko a po druhé světové válce Zastavna připadla do Ukrajinské sovětské socialistické republiky. Od roku 1991 je součástí samostatné Ukrajiny.

### Rodáci
- Mykola Ivanovyč Ivasjuk (1865–1937), malíř